# Abigail Fillmore
Abigail Powers Fillmore (Stillwater, 13 de marzo de 1798-Washington D. C., 30 de marzo de 1853) fue la esposa del presidente Millard Fillmore y primera dama de los Estados Unidos de 1850 a 1853. 

## Primeros años
Abigail nació en 1798 posiblemente en Stillwater, Nueva York, en el Condado de Saratoga. Era hija del reverendo Lemuel Powers, un ministro baptista, y Abigail Newland-Powers. Abigail se crio en Moravia, Nueva York, no lejos de la granja Fillmore. Su padre murió poco después de su nacimiento. Su madre decidió mudarse hacia el oeste, pensando que sus escasos fondos llegarían más lejos en una región menos asentada, y educó hábilmente a sus pequeños hijo e hija más allá del nivel habitual en la frontera con la ayuda de la biblioteca de su difunto esposo.

## Educación
Después de trasladarse a Cayuga County, Nueva York en una caravana de carretas, se mudaron con su hermano Cyrus Powers debido a su estado de pobreza. Su padre dejó una gran biblioteca con sus libros personales, y su madre la educó con ellos. Abigail llegó a amar la literatura y a dominar otras materias como matemáticas, gobierno, historia, filosofía y geografía. Se acabó convirtiendo en maestra de escuela y seguiría ejerciendo durante su matrimonio.

## Carrera
En 1814 Abigail se convirtió en profesora a media jornada en la escuela Sempronius Village. En 1817 se convirtió en profesora a tiempo completo y en 1819 empezó a enseñar en la academia privada New Hope. En 1824 empezó a ejercer como institutriz privada en Lisle de tres de sus primos. Luego se le pidió que abriera un colegio privado en Broome County,  abriendo una escuela propia, y en 1825, volvió a la Sempronius a enseñar.

## Matrimonio y familia
En 1819, cuando empezó a enseñar en la New Hope, su alumno más mayor era Millard Fillmore, de 19 años. El ansia de conocimiento y constante progreso de Fillmore les unieron, y gradualmente la relación maestra alumno se convirtió en un afecto romántico.
Después de un largo noviazgo, Millard, de 26 años, y Abigail, de 27, se casaron el 5 de febrero de 1826, ante el reverendo Orasius H. Smith en casa de Judge Powers, el hermano de la novia, en Moravia, Nueva York. Sin luna de miel, se instalaron de inmediato en East Aurora, Nueva York. La señora Fillmore continuó enseñando en la escuela hasta el nacimiento de su primer hijo y toda su vida mantuvo interés en la educación. Compartía el amor de su marido por los libros y le ayudó a construir su biblioteca personal.
Los Fillmore tuvieron un hijo y una hija:
- Millard Powers Fillmore (1828–1889)
- Mary Abigail Fillmore (1832–1854)

## Esposa política
Al alcanzar por fin la prosperidad, Fillmore compró para su familia una casa de seis habitaciones en Búfalo, Nueva York. Disfrutando de un novedoso lujo, Abigail aprendió a moverse en la vida social propia de una esposa de congresista y cultivó un notable jardín; pero la mayor parte de su tiempo, como siempre, lo pasaba leyendo. En 1847 cuando Fillmore fue elegido controlador del estado de Nueva York la familia se mudó temporalmente a Albany, Nueva York; sus hijos estaban ausentes en el internado y la universidad.
En 1849, Abigail Fillmore llegó a Washington D. C., como esposa del vicepresidente. Así se convirtió en la segunda dama de los Estados Unidos.

## Primera dama de los Estados Unidos
Dieciséis meses más tarde, después de la muerte de Zachary Taylor en una crisis seccional, los Fillmore se mudaron a la Casa Blanca y ella se convirtió en primera dama.
Incluso después del periodo de luto oficial, la vida social de la administración Fillmore se mantuvo moderada. Sufriendo de un tobillo lesionado que nunca curó correctamente, Abigail no podía permanecer de pie mucho tiempo, por lo que delegó muchos de sus deberes sociales en su hija menor (conocida como Abby). Aun así, todos los viernes noche la Casa Blanca ofrecía una recepción, en la que ella se pasaba horas saludando y socializando.
Cuando Abigail llegó a la Casa Blanca, se horrorizó con el hecho de que no tenía ninguna biblioteca. Con una asignación especial de $2.000 del Congreso, se pasó horas seleccionando libros para la primera biblioteca de la Casa Blanca. En ella estaban las obras de Shakespeare, libros de historia y geografía, así como su piano, que ella sola había aprendido a tocar. Invitó a escritores como William Thackeray, Charles Dickens, y Washington Irving a reunirse con ella y a artistas como Jenny Lind, creando una especie de salón literario en la Casa Blanca. "Ella fue una conversadora ingeniosa e incluso erudita, la más intelectual de las Primeras Damas." 
Cuando su marido estaba fuera la echaba de menos y le escribía cartas sobre política, que ella le contestaba ofreciéndole consejos. De hecho, él valoró tanto su opinión que, según los informes, nunca tomó una decisión importante sin consultarla primero. Algunos antecedentes sugieren que Abigail le recomendó a su esposo no firmar la Ley de Esclavos Fugitivos, lo que hizo al final de su administración, perdiendo su nominación para un segundo mandato, tal como Abigail predijo que pasaría si firmaba la ley.
Como Primera dama Abigail Fillmore dejó un legado de mujer trabajadora. El público era consciente de que era una mujer erudita y que había trabajado como maestra. También sabían que había reunido una biblioteca y así se mostraba que la enseñanza era una profesión honorable. Abigail abrió el camino para futuras primeras damas de origen humilde cada vez más instruidas.

## Muerte

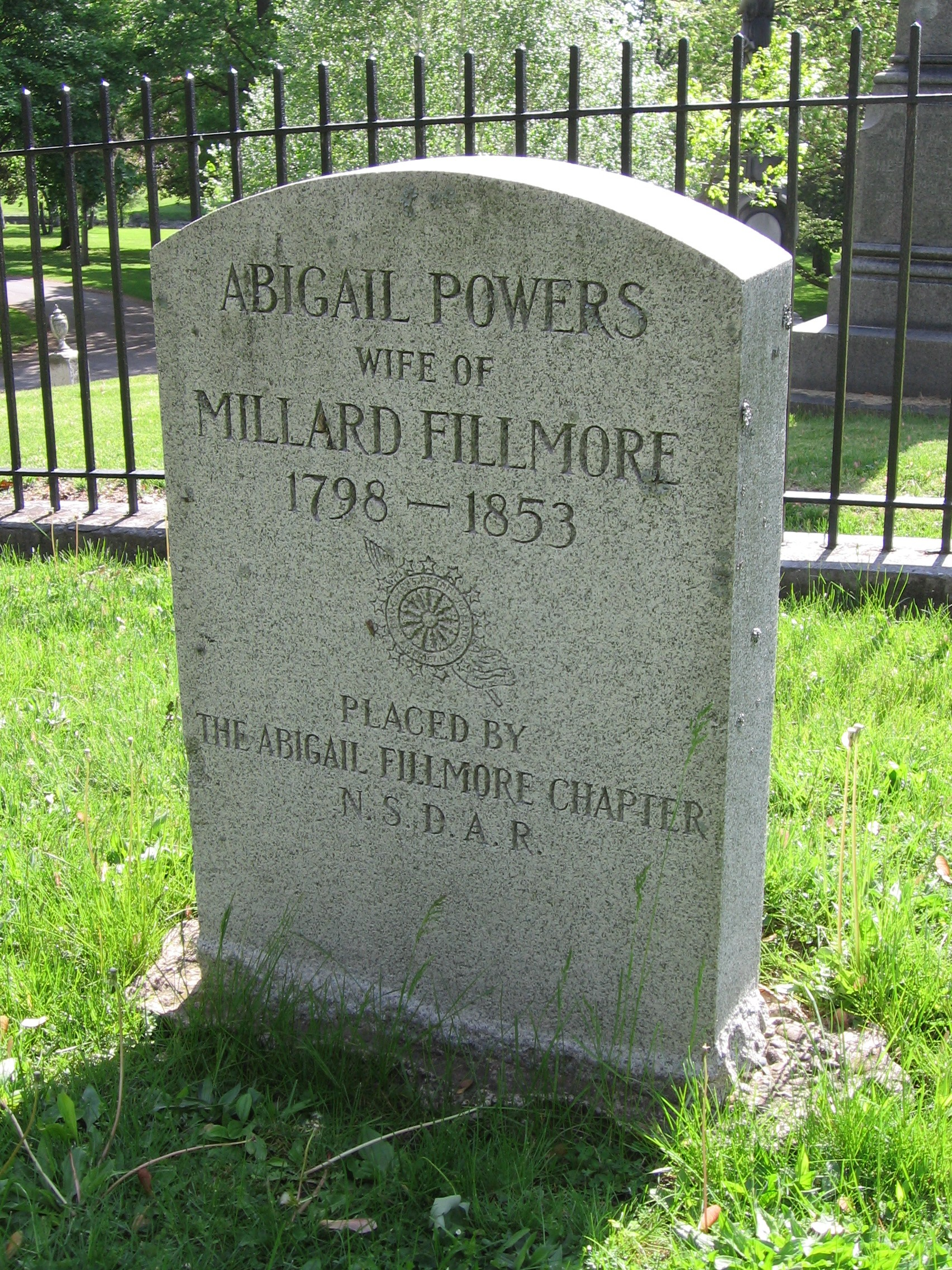
Tumba de Abigail Power, Forest Lawn Cemetery, Buffalo, Nueva York

Emocionados por su vida después de la presidencia Abigail y Millard planearon un viaje a Europa para los siguientes meses. Pero en la ceremonia de investidura en el frío exterior de Franklin Pierce en 1853, Abigail se resfrió y al día siguiente tenía fiebre, lo que se convirtió en bronquitis y finalmente desarrolló neumonía. Abigail murió a los 55 años justo 26 días después de dejar la Casa Blanca, el 30 de marzo de 1853, en el Willard Hotel en Washington D. C., la vida postpresidencial más corta de cualquier primera dama. Su muerte repentina y rápida se convirtió en el deceso de una primera dama más ampliamente informado hasta entonces. Fue enterrada en el Forest Lawn Cemetery en Búfalo, Nueva York. La lápida conmemorativa fue colocada por el Capítulo Abigail Fillmore, de las Hijas de la Sociedad Nacional de la Revolución americana, de Búfalo.
El 10 de febrero de 1858, cinco años después de su muerte, su marido se casó con la señora Caroline Carmichael McIntosh, una rica viuda de Búfalo. Permanecieron casados hasta la muerte de Millard el 8 de marzo de 1874.